# Pomerania
La Pomerania (in tedesco Pommern; in polacco Pomorze) è una regione storica dell'Europa centrale che si affaccia sul Mar Baltico meridionale; il suo territorio, oggi diviso amministrativamente tra Germania e Polonia, si estende approssimativamente dai fiumi Vistola e Oder a est al Recknitz a ovest e al Noteć a sud.
Territorio etnicamente a maggioranza tedesca fino al 1945, dal XVIII secolo in avanti la Pomerania fu provincia dapprima del Regno di Prussia, poi nel Reich tedesco.
Dopo la caduta del nazismo e la fine della seconda guerra mondiale la Pomerania orientale entrò a far parte del neocostituito stato polacco, mentre i suoi abitanti di lingua tedesca emigrarono oltre confine.

## Storica collocazione geografica
Il nome in polacco della Pomerania, Pomorze, significa vicino al mare (po- e -morze).
Originariamente Veleti, Obodriti e Casciubi vivevano in queste aree. Più tardi in Pomerania erano due i centri politici, Danzica e Stettino.
Il ducato pomerano di Stettino era parte del Sacro Romano Impero dopo il Duecento, e divenne dopo la fine del casato di Greifen la prussiana Provincia della Pomerania. In tedesco la stessa Pomerania Occidentale, costituita dalla Pomerania posteriore (in tedesco: Hinterpommern) e dalla Pomerania anteriore (in tedesco: Vorpommern), era semplicemente chiamata Pomerania ("Pommern")
Il ducato pomerano di Danzica fu annesso all'Ordine teutonico nel Trecento, ma divenne nuovamente polacco dal Quattrocento al Settecento. Il nome tedesco era il diminutivo "Pommerellen" (Pomerelia).

## Attuale collocazione geografica
La Pomerania polacca è al giorno d'oggi divisa in tre diversi voivodati:
- Voivodato della Pomerania Occidentale (secondo la tradizione tedesca: Pomerania posteriore);
- Voivodato della Pomerania (secondo la tradizione tedesca: Pomerella);
- Voivodato della Cuiavia-Pomerania (secondo tradizione tedesca comprendente una parte della Antica Prussia e la Terra di Chełmno).

La Pomerania tedesca (Pomerania Anteriore o, in tedesco, Vorpommern) è ora una parte dello stato federale tedesco del Meclemburgo-Pomerania Anteriore (Mecklenburg-Vorpommern).

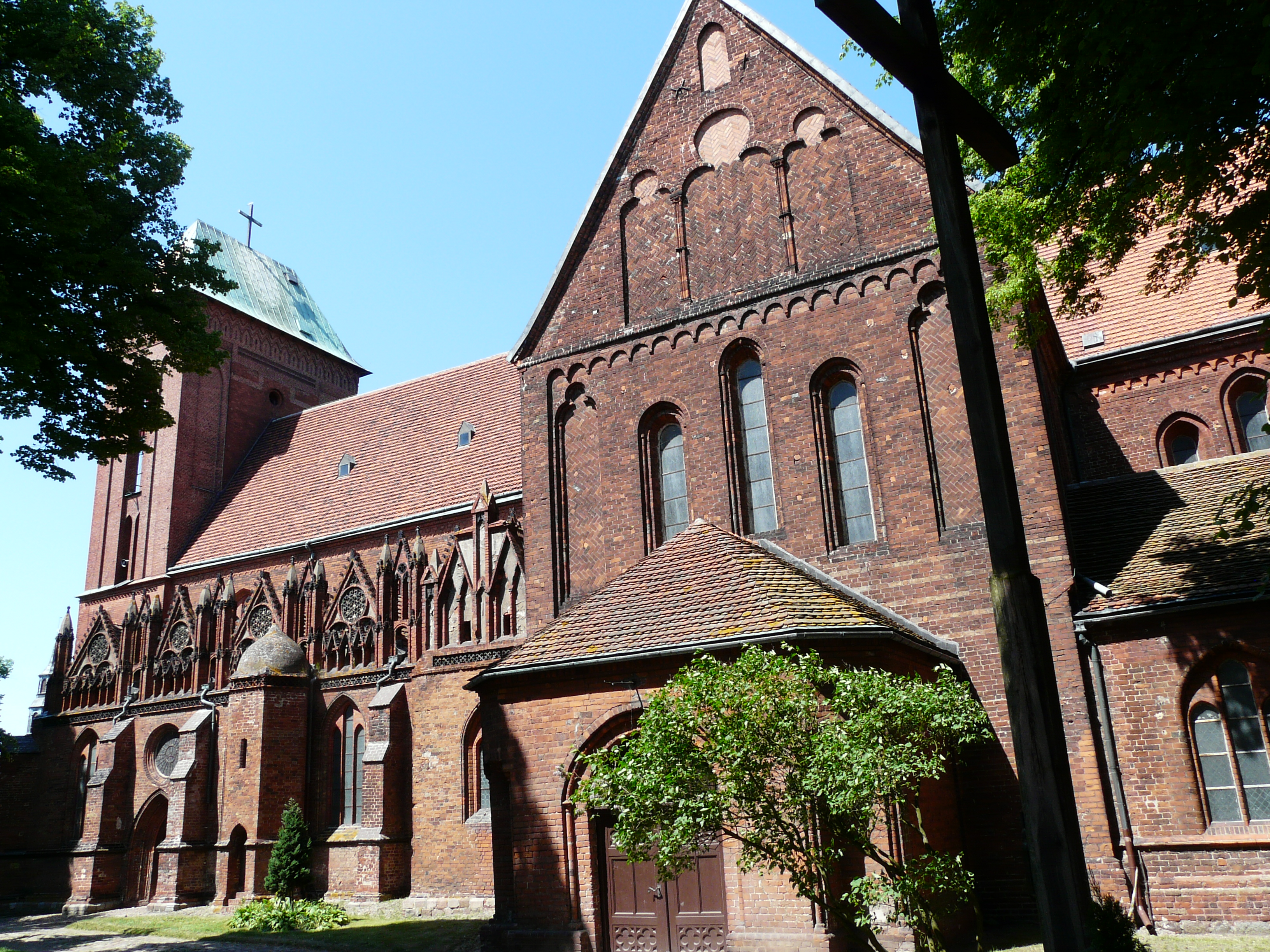
La cattedrale di Cammin era il centro religioso medievale della Pomerania occidentale

| 1000 anni di storia dei settori tra l'Elba, l'Oder e Vistola |  |
|                                                              |  |

## Geografia fisica
La regione, che si affaccia al Baltico per 450 chilometri dal confine col Meclemburgo alla foce della Vistola, copre una superficie di 30267 km² (poco più del Piemonte), divisa dall'Oder nelle due parti occidentale (Vorpommern) e orientale (Hinterpommern).
La Pomerania occidentale presenta lungo la costa un tipico aspetto (costa a Bodden), che rispecchia la genesi del territorio: si tratta di una successione irregolare di golfi separati da bassi lidi, dovuti a sommersione; il mare ha infatti invaso delle bassure moreniche, nelle quali si può entrare solo attraverso strette aperture; le rive sono del resto basse e la costa sabbiosa e in più tratti rettilinea. Le zone più caratteristiche si trovano presso la penisola di Darß-Zingst e lungo la costa occidentale di Rügen, la maggiore isola della Germania (926 km²), la quale consta di molte isole riunite da bassi sedimenti e da cordoni sabbiosi; a occidente la costa è assai frastagliata e bassa; a oriente Rügen s'innalza invece sul mare fino a 160 m nello Stubbenkammer, uno spuntone cretacico di gesso, abraso dalle onde. L'Oder non arriva col suo corso fino nella baia della Pomerania, ma si getta nel lago Dąbie in comunicazione con la laguna di Stettino (detta anche laguna dell'Oder) che è una laguna o meglio un Bodden d'acqua dolce, dove già in epoca glaciale esisteva un lago che raccoglieva le acque durante i periodi di ritiro; ora esso è chiuso dalle isole di Usedom e Wolin, le quali constano di sedimenti recenti sovrapposti a terreni più antichi in parte sommersi; esistono tuttavia tre comunicazioni col Baltico: la più usata è quella centrale o di Świnoujście, mentre quella orientale (di Dziwnów) è quasi insabbiata. L'isola Wolin è assai pittoresca, con tratti di costa alta e laghi circondati da boschi. Da questo punto ha inizio la costa della Pomerania orientale, unita, rettilinea, bassa, accompagnata da cordoni di dune; più oltre, essa è lambita da una serie di laghi costieri (il maggiore dei quali è il Łebsko, ampio 70,2 km²) che costituiscono i residui di lagune, chiuse poi da cordoni sabbiosi e in parte riempite.
La zona interna della Pomerania occidentale, che confina con il Meclemburgo e il Brandeburgo, è una contrada discretamente fertile, piuttosto monotona essendo pianeggiante, ravvivata da numerosi villaggi di agricoltori e da frequenti boschi di faggio, qua e là interrotta da sterminati coni di deiezione fluvioglaciali, espansi e poco rilevati. La Pomerania orientale è più pittoresca, formata com'è da una potente coltre di terreni morenici (150 metri di spessore), che si presenta come un dosso interrotto da corsi d'acqua ora a deflusso incerto, ora impetuosi (Peene, Parsęta, Słupia), abbellito da numerosi laghi (30 dei quali hanno una superficie superiore al mezzo km²: il maggiore è il Drawsko, 17,975 km², 128 m, profondo 83 m), coperto da boschi (tigli e querce secolari). È questa la cosiddetta Svizzera pomerana, una parte del Dosso baltico, enorme morena di fondo del ghiacciaio scandinavo, che continua ininterrotta per centinaia di km fino in Estonia; la massima altezza è in Pomerania di 234 m.